# Limpio (Paraguay)
Limpio es una ciudad paraguaya ubicada en el Departamento Central. Fue fundada el 1 de febrero de 1785 con el nombre de San José de los Campos Limpios de Tapuá por Pedro Melo de Portugal, pero fue primeramente ocupado por Fray Luis de Bolaños quien llegó con la expedición del adelantado Juan Ortiz de Zárate junto con otros frailes, bajo el mando del Fray Buenaventura. Antiguamente se la conocía con el nombre de Tapuá.

## Historia
Aunque la referencia a su origen se remonta a los acontecimientos propios de la conquista, la historia de Limpio no tiene ningún relato cronológico. Para ordenar los escasos datos de su origen, vale la pena recordar la época en la que Domingo Martínez de Irala llegó a la región en 1537 y dio «cuna al mestizaje» casándose con Yvoty Sa’yju, luego llamada María, hija del cacique Mokirase; y tuvo «carta blanca» entre los nativos lugareños.
Está rodeado de amplios y fértiles valles, abarcando los Campos Limpios de Tapu’a, por lo que durante un gran lapso se denominó «San José de los Campos Limpios», nombre que fue recortado con el tiempo y quedó en Limpio.
Es considerado como uno de los primeros poblados del país. Los primeros contactos de los colonizadores españoles con los indígenas del Paraguay se dieron dentro de la jurisdicción de lo que hoy es el departamento, concretamente en el puerto de Tapuá (hoy Limpio), pocas leguas arriba del sitio donde se fundó Asunción.
Algunos de sus barrios todavía conservan un carácter agrícola mientras que otros están en una creciente urbanización. Limpio posee un puerto sobre el río Paraguay llamado Piquete Cué, a través del cual se realizaban actividades comerciales para las industrias del lugar.
Creación de Junta Económica Administrativa: Decreto de fecha 11 de febrero de 1876.
Ley o Decreto de Creación Municipal: Ley 13680 del 22 de febrero de 1980.-
Ley o Decreto de Límites: Ley	de fecha 21 de julio de 1899

## Geografía
Su terreno es arenoso cubierto de una rica vegetación. La ciudad se encuentra limitada por tres ríos: el río Paraguay, el río San Francisco y el río Salado (Paraguay). Se halla distante a 19 km de Asunción y sus principales accesos se encuentran asfaltados, ubicación estratégica que da entrada a importantes zonas productoras del norte del Paraguay.

### Clima
La temperatura máxima se produce en el verano, llegando a los 40 °C, la cual puede subir aún más en ocasiones. La temperatura mínima del invierno es de 0 °C. La media anual es de 23 °C. Las lluvias oscilan en aproximadamente 1323 mm anuales. Las precipitaciones se hacen más frecuentes entre los meses de enero y abril, siendo éstas más escasas en el período comprendido entre los meses de junio y agosto.

## Economía
Los sombreros artesanales de karanday, fabricados en Limpio, son la actividad principal por la cual se conoce a los limpeños. Con este mismo material se elaboran también bolsos, sombreros anchos pintados y otros artículos. Debido a la elevada población de este departamento, la producción agropecuaria está reducida a granjas, cultivos de hortalizas y frutales, también posee tambos de producción de leche y sus derivados. También son importantes focos comerciales de la ciudad el mercado municipal, el Abasto Norte, entre otros.
Otro de los importantes puntos de su economía son los centros comerciales reconocidos que van instalándose en la ciudad, y varios comercios de todo tipo de productos, destacándose en el rubro de servicios, fábricas como shirosawa company, frigorífico guaraní, empresas como Caterpillar, Cóndor, Taller HZ, etc. Otro de sus movimientos económicos más importantes se encuentra situado, pegado al ex-puerto, una fábrica bastante antigua que prácticamente es una reliquia, la CarpeDiem.

## Demografía
Limpio cuenta con 139 652 habitantes según el censo paraguayo de 2022. El 73 % de su población es urbana y el 27 % rural. Su índice de crecimiento demográfico es muy alto: 8,24 % anual en los últimos diez años. Experimentó altos índices de crecimiento poblacional como resultado de la pavimentación de la Ruta PY03 y el desarrollo de programas sociales urbanos.

### Barrios

Barrios de Limpio.

Limpio se divide en 20 barrios urbanos y suburbanos.
| 1 | Isla San Francisco     | 10 | Centro          |
| 2 | Piquete Cue            | 11 | Paso Correo     |
| 3 | El Peñón               | 12 | Salado          |
| 4 | Rincón del Peñón Oeste | 13 | Montaña Alta    |
| 5 | Rincón del Peñón Este  | 14 | Mbayué          |
| 6 | Santa Lucía            | 15 | Aguapey         |
| 7 | Costa Azul             | 16 | Isla Aranda     |
| 8 | San Marcos             | 17 | Juan de Salazar |
| 9 | Pilar del Norte        | 18 | Isla Aveiro     |

## Cultura

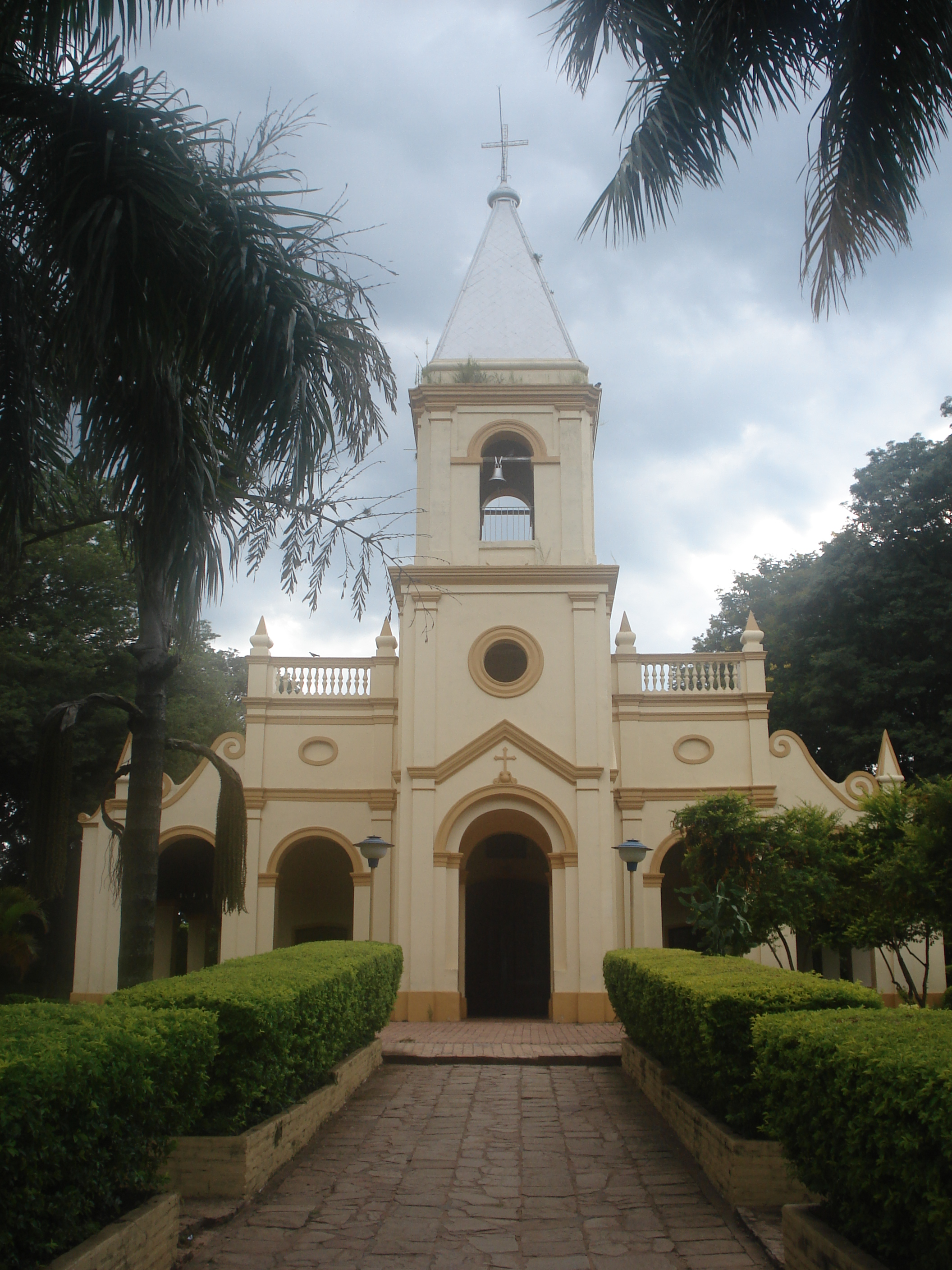
Iglesia de Limpio.

La artesanía de Limpio se basa en la cestería y sombreros de karanda'y. Cuenta además con el 
Ballet Municipal Karanda'y Renda, Forma parte de la cultura de esta ciudad la celebración del día de San José, su Santo Patrono. El Festival del Karanda'y Renda.
Se encuentra en esta ciudad la fuente de agua del primer santuario ecológico del país. Este primer santuario es utilizado para las misas dominicales ya que el antiguo templo queda pequeño para la cantidad de feligreces que acuden al culto religioso, también el santuario es utilizado para la recreación de los jóvenes que forman parte de los movimiento de jóvenes de la ciudad aprovechando el amplio patio y la grandeza de la arboleda del patio central.
Entre los sitios que pueden ser visitados en la ciudad de Limpio se encuentran: el pintoresco El Peñón, en el río Paraguay, la Isla San Francisco, su antigua iglesia de San José, el testimonio de las pocas casas coloniales que se conservan y hasta el famoso puerto de Piquete Cue, donde se tuvo uno de los puertos más importantes y por donde pasó el trazado inicial de la ruta Transchaco.
Antiguos habitantes afirman que el templo de Limpio debe tener más de 400 años, incluidos los retablos, que deslumbran por su colorido y exquisito diseño. Su fachada sería de la época de don Carlos Antonio López, quien frecuentaba la zona, porque la estancia Surubí’y (la primera del Río de la Plata) era propiedad de su hija, Inocencia López. Hoy el patio de la iglesia presenta una hermosa vegetación y en medio de la misma se observa el imponente primer santuario ecológico del país. Además la Isla San Francisco con 15 kilómetros de largo por 6 kilómetros de ancho que es considerada una reserva ecológica.

## Limpeños reconocidos
- Benigno Ferreira, presidente de Paraguay entre 1906 y 1908.
- Agustín Bogarín Argaña, párroco de la Encarnación.[3]
- Fernando de la Mora, prócer de la independencia paraguaya, nacido en 1785.
- Silvestre Aveiro (1839-1919), secretario del presidente Carlos Antonio López, juez y militar combatiente de la guerra de la Triple Alianza, en la posguerra fue jefe político y juez de paz de Limpio, dejó valioso testimonio escrito luego en sus memorias.[4]
- Lázaro Aranda (1873-1945), marino, empresario, colonizador y pionero. Fue un hombre muy ligado a la historia de la navegación fluvial y a la de muchas familias establecidas por él en los confines norteños de la patria y creador del castillo «El Peñón» de Piquete Cué. Murió a los 72 años.[5]